# 圣贝内代托-因佩里利斯
圣贝内代托-因佩里利斯（義大利語：San Benedetto in Perillis），是意大利阿布鲁佐大区拉奎拉省的一个市镇。总面积19.08平方公里，人口135人，人口密度7.1人/平方公里（2009年）。ISTAT代码为066086。